# ショット・ミュージック

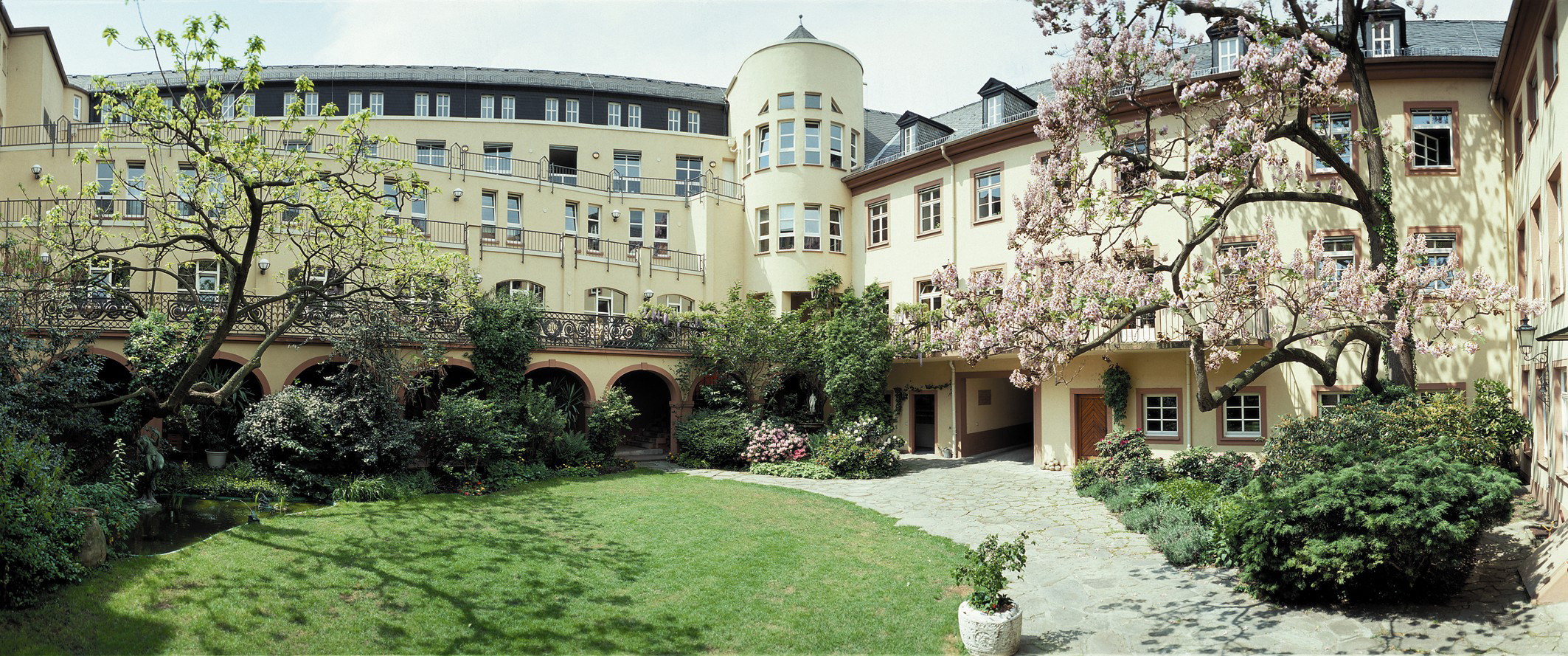
ショット・ミュージック マインツ本社

ショット・ミュージック（Schott Music （ドイツ語: [ʃɔt]））はドイツの音楽出版社。従業員は180名。1770年にドイツのマインツでベルンハルト・ショット（1748年8月10日-1809年4月26日）が創業して以来、ドイツ国内の音楽出版社としてブライトコプフ・ウント・ヘルテルに次いで2番目に古い。
ショット社は20世紀、21世紀の多くの著名作曲家を取り扱っている。出版販売目録には31,000件以上が並び、貸与目録にも10,000件以上が登録されている。取扱商品は全集、舞台作品、演奏会用作品から教則本、上質な楽譜、マルチメディア商品に及ぶ。これまでに音楽出版社としてはPanton、Ars-Viva、エルンスト・オイレンブルク、Fürstner、Cranz、Atlantis Musikbuch、Hohner-Verlagを合併した他、ヴェルゴ（現代音楽）、Intuition（ジャズ）という2つの録音レーベル、さらにロベルト・シューマンが設立した新音楽時報など7つの専門誌を傘下に収めた。また企画、印刷サービスを担うWEGA、そして、楽譜以外にも、書籍、雑誌、音源、AV商品も扱い、ショット社のカタログ並びに外部60社の音楽出版社からの貸与商品も扱うmds（music distributors services GmbH）もショット社に含まれる。
世界各国の作曲家、著作家を取り扱うに当たり、ショット社は10か国に事務所を構え270人の従業員を抱える。主要な事務所はマインツ、ロンドン、ニューヨーク、東京にあり、これらに次ぐ事務所を北京、マドリード、パリ、トロントに置いている。

## 沿革

### 創立初期

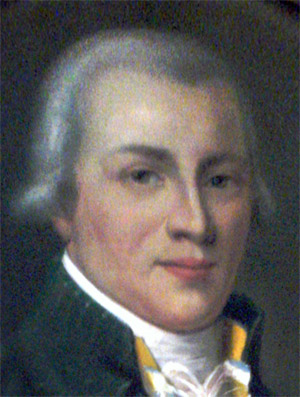
ベルンハルト・ショット

ショット社はベルンハルト・ショット（1748年-1809年）がマインツで起業したのが始まりである。当時の建物は補修の上、現在も使用されている。出版社の創設時、マインツには活気のある宮廷教会が多くあった。宮廷音楽家でもあったベルンハルト・ショットは1780年にマインツ選帝侯領内における再販、販売の独占権をえた。ショットは最初期にリトグラフの印刷技術を取り入れた出版者の一人であり、これによって彼の版は大規模に印刷、流通していくことになる。
フランス占領下のマインツでは出版社は重税に苦しむ。しかし、その中で、ショット社はドイツ国境を超えて成長していき、1823年にアントウェルペン支社、1839年にブリュッセル支社を設立、さらにライプツィヒ、ロンドン、パリ、ウィーンといった都市に事務所を置くようになる。創業当初より新しい音楽を取り扱ってきたことが会社の国際的名声を高めていた。当初の出版目録にはカール・シュターミッツやゲオルク・ヨーゼフ・フォーグラーらなどのマンハイム楽派の作品や技巧的な舞踏音楽、コミック・オペラが入っていた。モーツァルトのピアノ作品や歌劇『ドン・ジョヴァンニ』、『後宮からの誘拐』の初版を世に出したことは、初期のショット社史において見逃せない出来事である。間もなくこれに続くのがベートーヴェンの後期作品、交響曲第9番、『ミサ・ソレムニス』、最後の2つの弦楽四重奏曲などである。

### ワーグナー作品の出版
創業以来数十年にわたり、ショット社は当時人気を博していたフランス音楽に傾倒しており、アドルフ・アダン、ダニエル＝フランソワ＝エスプリ・オベールやガエターノ・ドニゼッティ、イグナツ・プライエル、ジョアキーノ・ロッシーニなどの作品を扱った。フランツ・リスト、ペーター・コルネリウスの作品を得て、ショット社はドイツ音楽へより深い関心を示すようになっていく。ベルンハルト・ショットの孫であるフランツ・ショット（1811年-1874年）は1859年にリヒャルト・ワーグナーとの排他的協力関係のなかで『ニュルンベルクのマイスタージンガー』、『ニーベルングの指環』全曲、『パルジファル』を出版可能になった。ワーグナーとの提携にかかった費用はショット社にとって極めて高額であった。1862年10月21日にフランツ・ショットがワーグナーへ宛てた書簡には次のようにある。「それにしても、貴方の要求を満たすことができる音楽出版社は存在しないでしょう。これが可能なのは非常に裕福な銀行家か、もしくは何百万を手にした王子か（後略）」（事実、ワーグナーは若きバイエルン王ルートヴィヒ2世をパトロンとしていた）

### 近代音楽

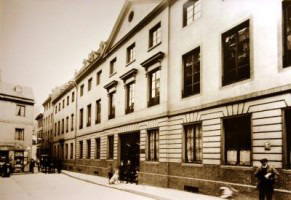
1910年頃のマインツ本社

跡取りに恵まれなかったため、ショット家は1874年に枢密院議員のルートヴィヒ・シュトレッカー（1853年-1943年）を後継者に任命、その息子たちであるルートヴィヒ・シュトレッカー（1883年-1978年）とヴィリ・シュトレッカー（1884年-1958年）も出版社の経営を引き継いだ。その後、経営を引き受けたのはハインツ・シュナイダー＝ショット（1906年-1968年）であった。
「Music of Our Time」というショット社による20世紀作品のシリーズは、ヴィリとルートヴィヒ・ショットが長年親交を結んだイーゴリ・ストラヴィンスキー作品の出版に始まった。『花火』や『幻想的スケルツォ』といった初期管弦楽曲、そして『火の鳥』全曲からヴァイオリン協奏曲、交響曲ハ調、3楽章の交響曲に及ぶ主要作品が出版された。またアルノルト・シェーンベルクの主要作品『モーゼとアロン』や『今日から明日まで』なども扱っている。

### 現代音楽
ショット社はパウル・ヒンデミットやカール・オルフと提携した。こうした作曲家との提携は、ショット社のカタログ内容を特徴づけている。例えば、ショット社はハンス・ヴェルナー・ヘンツェの作品を55年間に渡り独占的に出版してきた。1939年、ヴィリ・シュトレッカーがヒンデミットの交響曲『画家マティス』のイングランド初演を聴きにロンドンを訪れ、それ以来、イギリスの作曲家マイケル・ティペットとの関係が始まり、第二次世界大戦開始後も彼の生涯を通じた付き合いとなった。
リゲティ・ジェルジュ、クシシュトフ・ペンデレツキ、アレクサンダー・ゲール、アリベルト・ライマンの作品も30年以上に渡りショット社から独占的に出版されている。他にもアンリ・デュティユーやマーク＝アンソニー・タネジ、エトヴェシュ・ペーテルなどの作品も扱っている。近年は若い作曲家も多く、ハヤ・チェルノヴィン、ジョー・ダデル、モーリッツ・エッゲルト、ケネス・ヘスケス、クリスティアン・ヨスト、タチアナ・コマロヴァ、Nicholas Lens、オッリ・ムストネン、ベンヤミン・シュヴァイツァー、イェルク・ヴィトマン、レイ・リャンなどがいる。

#### 映画音楽
ショット社は現代の映画音楽作曲家の映画音楽作品も出版している。有名な映画音楽作曲家にはエーリヒ・ヴォルフガング・コルンゴルト、ニーノ・ロータ、ハワード・ショアなどがいる。